# Danh sách nghệ sĩ J-pop
Dưới đây là danh sách các nghệ sĩ và các nhóm/ban nhạc J-pop. Khởi nguồn bằng sự tiến hóa từ dòng nhạc jazz và được gọi là Tân nhạc (New Music), phong cách âm nhạc này tiếp tục phát triển thành cái gọi là City Pop, tức âm nhạc có bối cảnh đô thị. Sau này nó lại được gọi là Japan-made Pop (Nhạc pop do Nhật Bản sản xuất), rồi rút gọn thành J-pop và nay thì bao trùm đa dạng các phong cách và thể loại âm nhạc. Dòng nhạc J-pop đại diện cho âm nhạc của nền văn hóa đại chúng hiện đại bắt nguồn từ Nhật Bản hay của những tài năng âm nhạc đến từ quốc gia này.
Đây là một danh sách chưa hoàn tất, và có thể sẽ không bao giờ thỏa mãn yêu cầu hoàn tất. Bạn có thể đóng góp bằng cách mở rộng nó bằng các thông tin đáng tin cậy.

## !–9

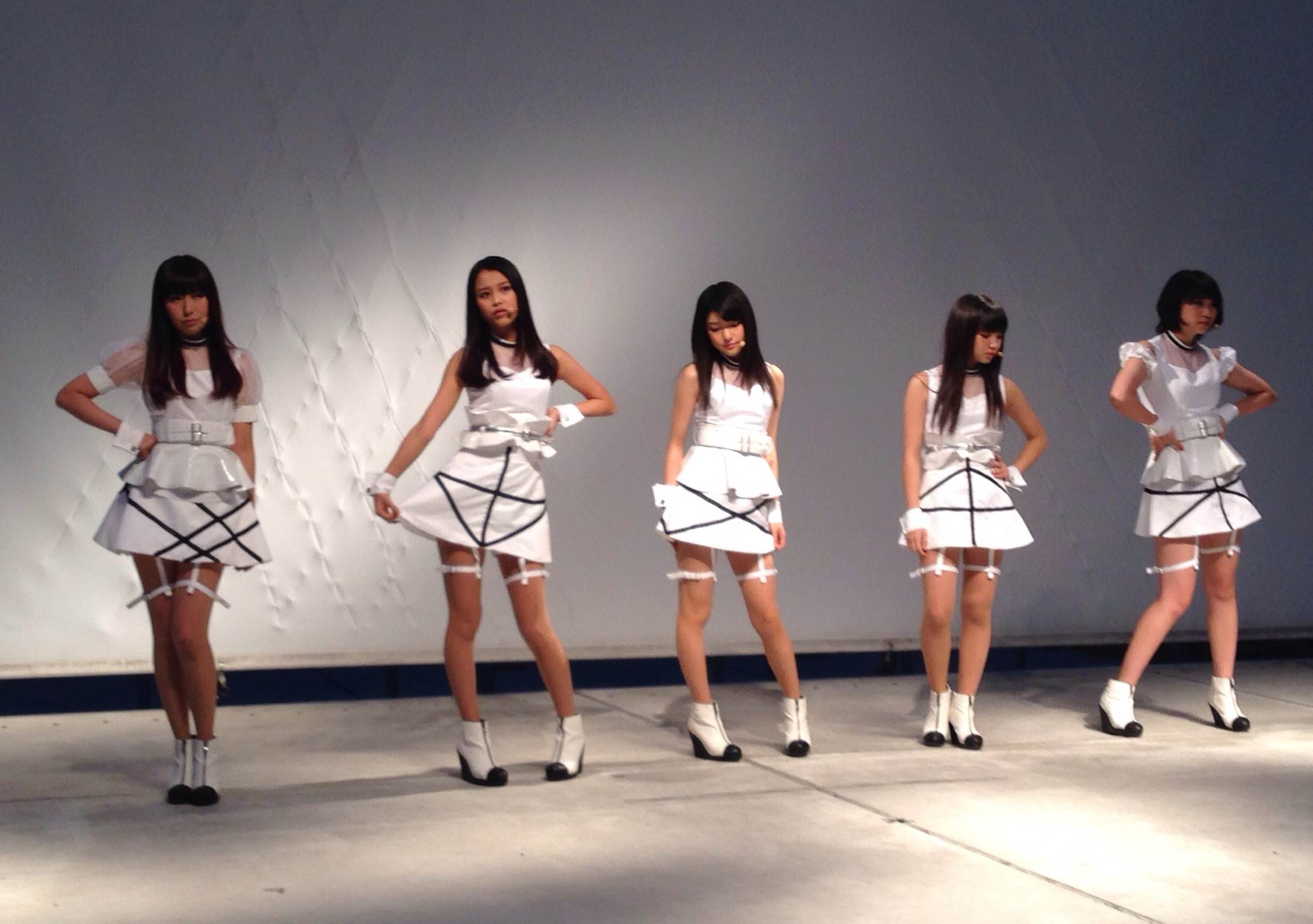
9nine tại một sự kiện quảng cáo, tháng 11 năm 2013

- =LOVE
- ≠ME
- °C-ute
- 10,000 Promises.
- 175R
- 19
- 2BACKKA
- 3B LAB.☆
- 7 HOUSE
- 7!!
- 9nine

## A

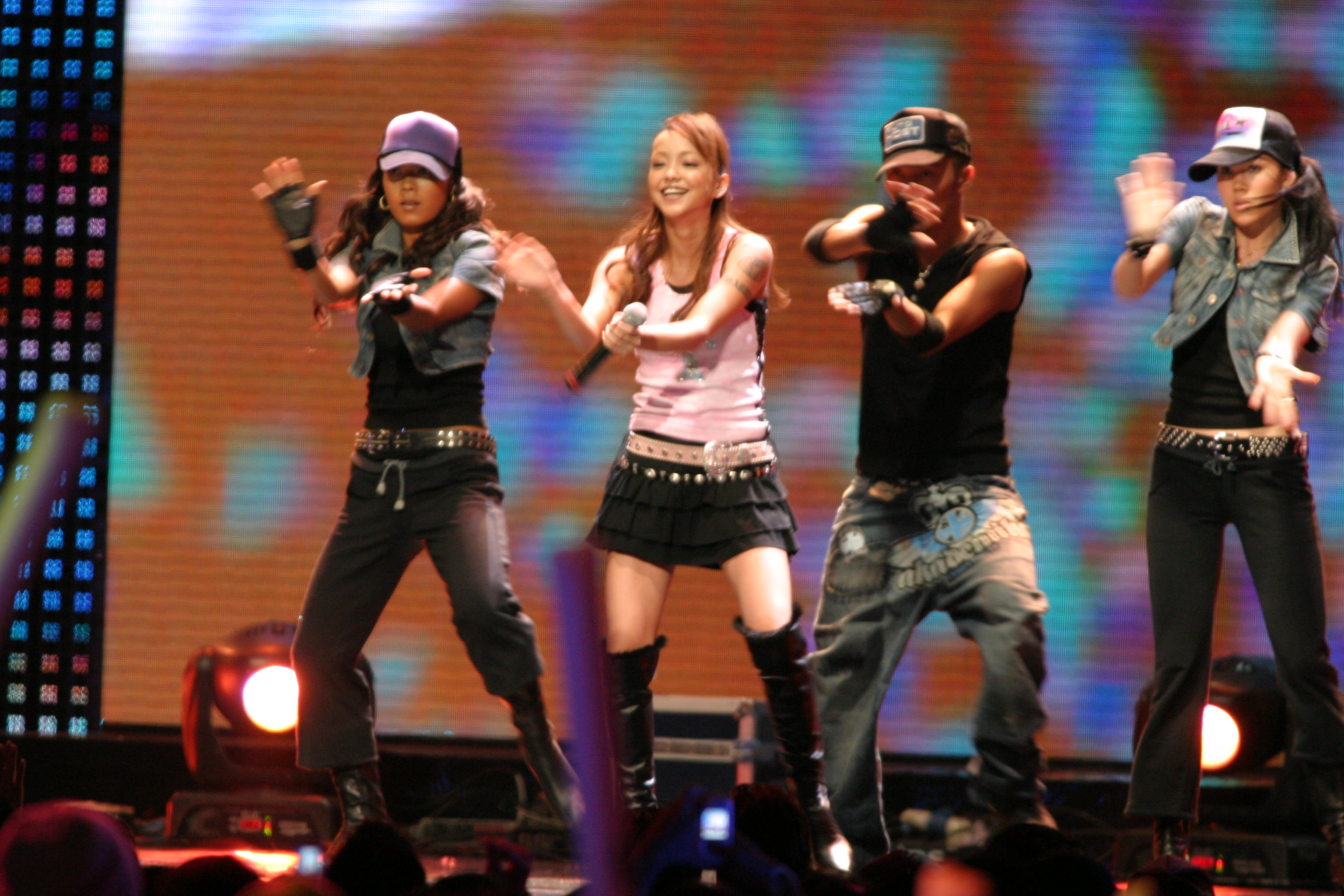
Namie Amuro biểu diễn tại MTV Asia Aid, Bangkok, Thái Lan, 2005

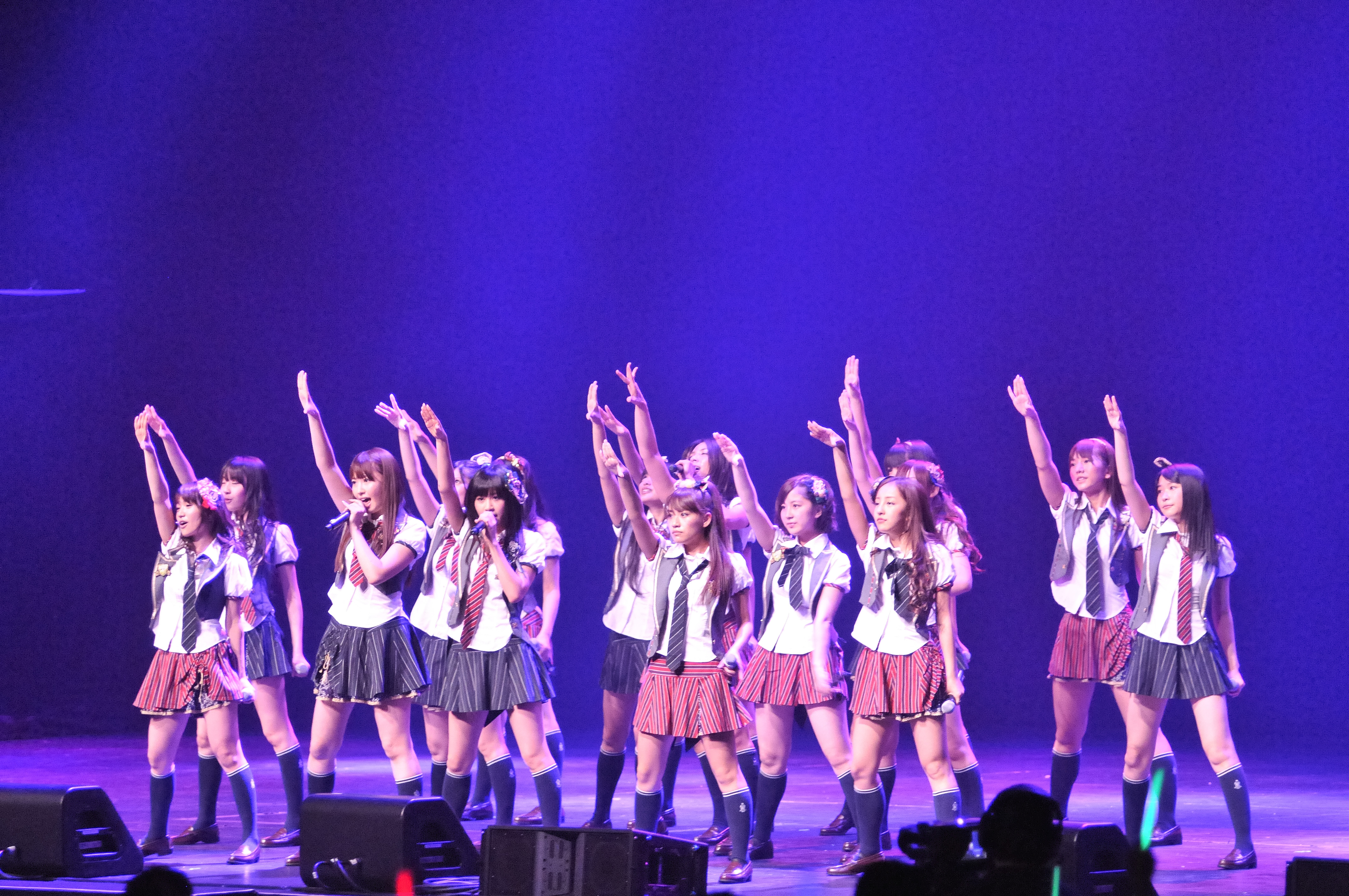
AKB48 đã giành được một số giải thưởng trong nền âm nhạc đại chúng Nhật Bản.

- Aa!
- AAA
- Abe Mao
- Abe Natsumi
- Abe Yasuhiro
- Abe Yoshiharu
- Access
- Acid Black Cherry
- Aco
- Ado
- AI
- Aiba Masaki
- Aida Shoko
- Aikawa Hiroki
- Aikawa Nanase
- aiko
- Aimer
- Aimyon
- Air
- Aira Mitsuki
- Aiso Haruhi
- Aiuchi Rina
- Ajico
- Akanishi Jin
- Akashi Momoka
- AKB48
- Akeboshi
- Akishibu Project
- Aki Angela
- Akiyama Satoko
- Alan
- The Alfee
- Ali Project
- Alma Kaminiito
- Ami Suzuki
- Amiaya
- Amuro Namie
- Anai Yuko
- Angela
- Angerme
- Anly
- Anna S
- Anzenchitai
- ao
- Aonishi Takashi
- Aoyama Thelma
- Aqua Timez
- Aragaki Yui
- Arashi
- Arashiro Beni
- Arioka Daiki
- Asakura Daisuke
- Asaoka Megumi
- ASIAN KUNG-FU GENERATION
- Ayabie
- Ayaka
- Ayana
- AYANE
- Ayase
- AZU

## B

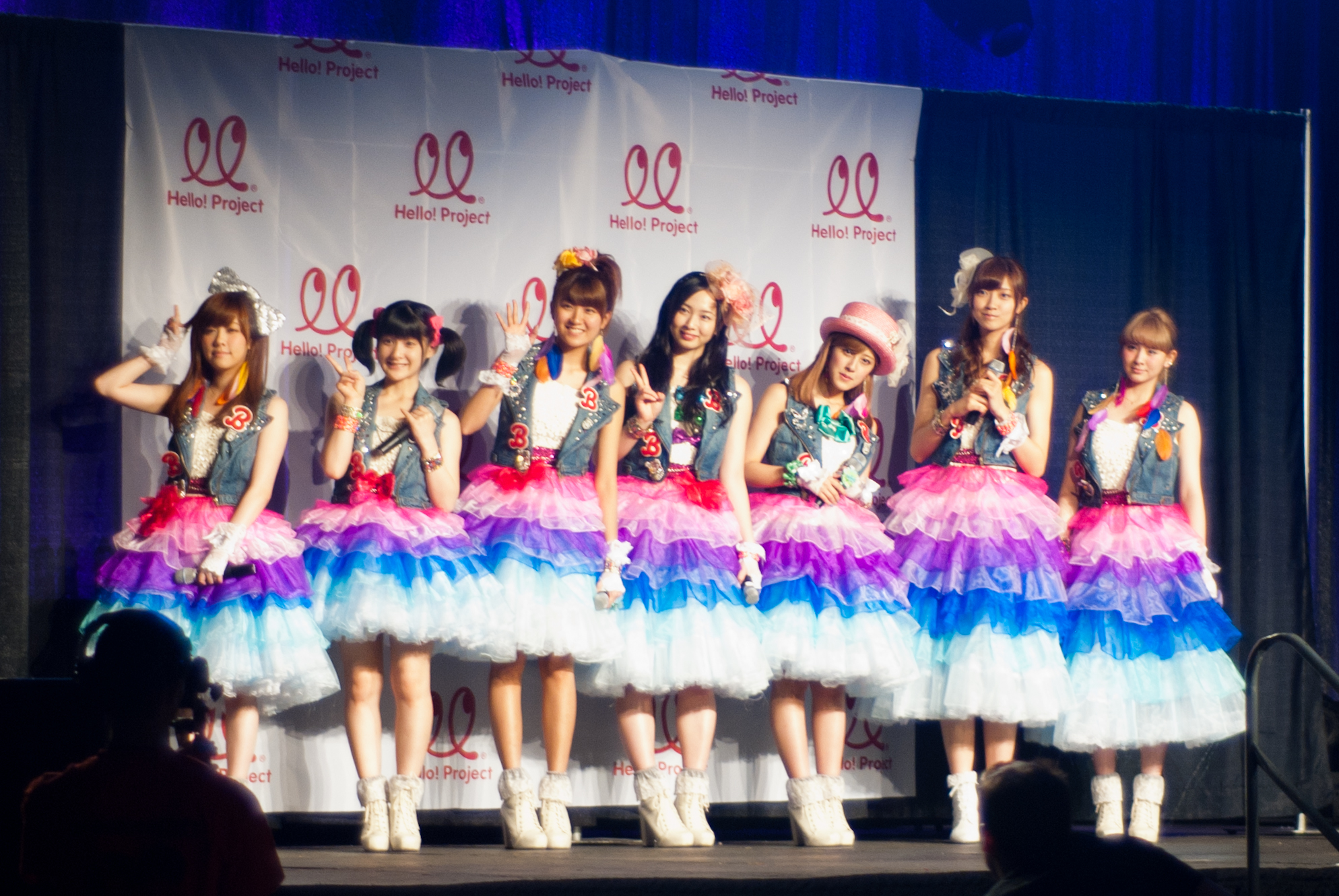
Berryz Kobo được thành lập vào năm 2004 và là nhóm ổn định nhất của Hello! Project, chỉ có một thành viên cao cấp.

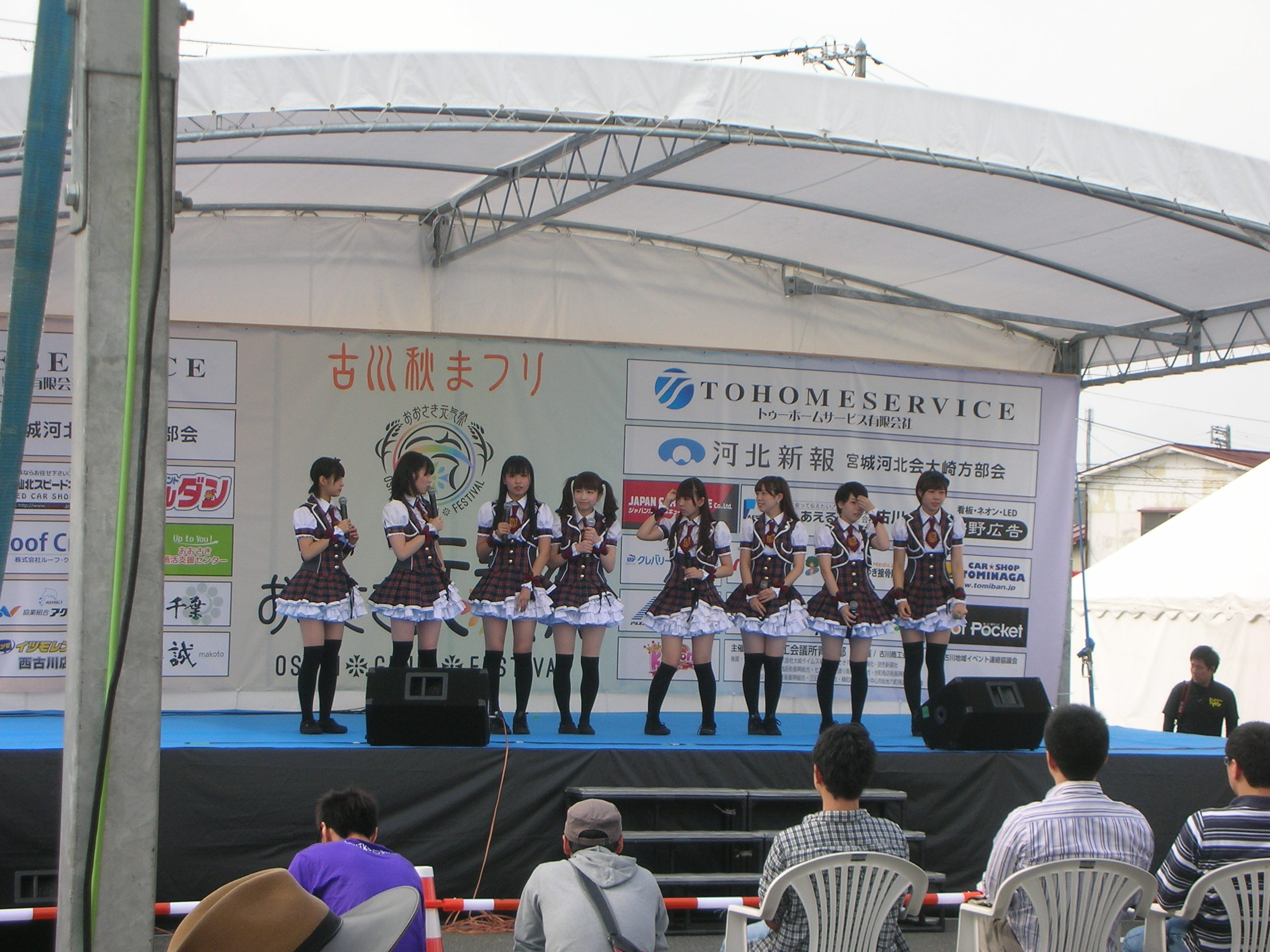
Bakusute Sotokanda Icchome, một nhóm nhạc nữ idol được thành lập vào tháng 12 năm 2011

- B'z
- Babamania
- BaBe
- BABYMETAL
- BANDMAID
- Back-On
- Bakusute Sotokanda Icchome
- Base Ball Bear
- BeForU
- Bennie K
- Berryz Koubou
- Beyooooonds
- Bis
- BiSH
- Bluem of Youth
- Bon-Bon Blanco
- Bonnie Pink
- Breath
- Bright
- The Brilliant Green
- Bullet Train
- bump.y
- BUMP OF CHICKEN
- Buono!
- Buzy

## C

°C-ute, nhóm nhạc pop nữ Nhật Bản trong Hello! Project.

- Candies
- Capsule
- Carry Loose
- CHAGE and ASKA
- Changin' My Life
- Chara
- Charcoal Filter
- Chatmonchy
- CHEMISTRY
- Che'Nelle
- Cheeky Parade
- Chiba, Saeko
- Minori Chihara
- Rina Chinen
- Chinen Yūri
- ClariS
- Clear's
- Coconuts Musume
- College Cosmos
- Cool Joke
- CooRie
- Core of Soul
- Country Musume
- Creepy Nuts
- Crystal Kay
- CY8ER
- CYNHN

## D

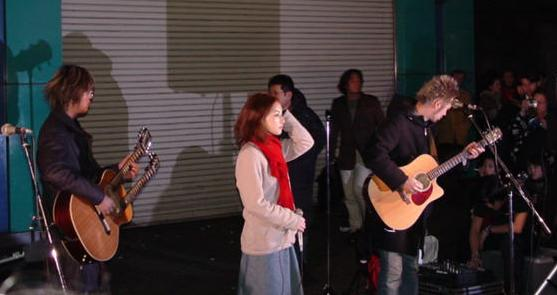
Do As Infinity trong một "buổi live đường phố", khoảng năm  2000

- D-51
- D&D
- D DATE
- Da-iCE
- DA PUMP
- Daoko
- Danceroid
- Dancing Dolls
- Day After Tomorrow
- Deen
- Dempagumi.inc
- Depapepe
- Dicot
- DISH//
- Diva
- Dizon, Leah
- DJ Ozma
- Do As Infinity
- Dohzi-T
- Dōmoto, Kōichi
- Dōmoto, Tsuyoshi
- Dream (DRM)
- Dream Morning Musume
- DREAMS COME TRUE

## E

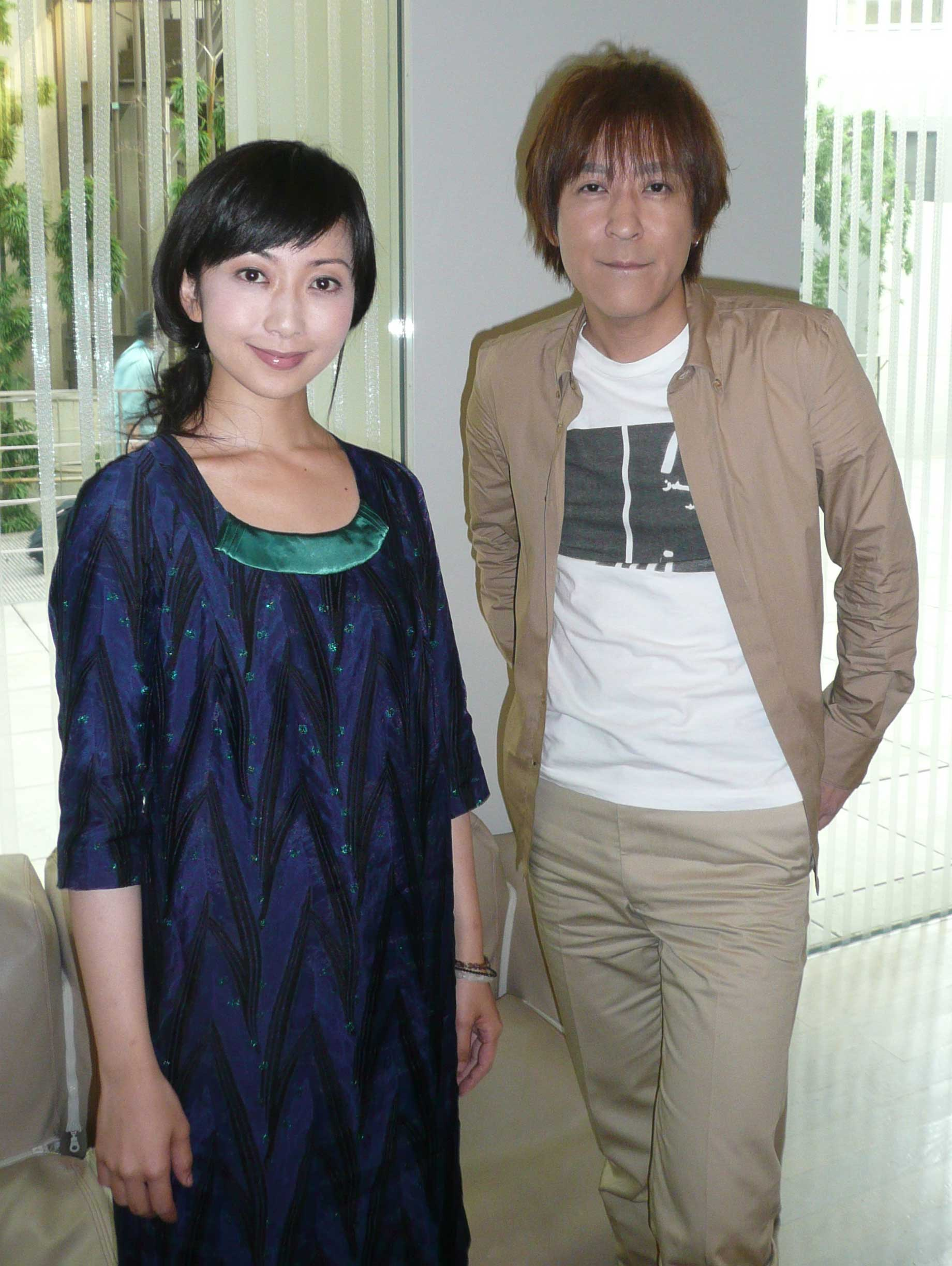
Every Little Thing, ban nhạc Nhật Bản nổi tiếng

- E-girls
- E.mu
- Earth
- Ebichu
- Elisa
- Eito
- Empire
- Emyli
- Eto, Rie
- Etsuko Yakushimaru
- Eu Phoria
- Eve
- Every Little Thing
- EXILE

## F

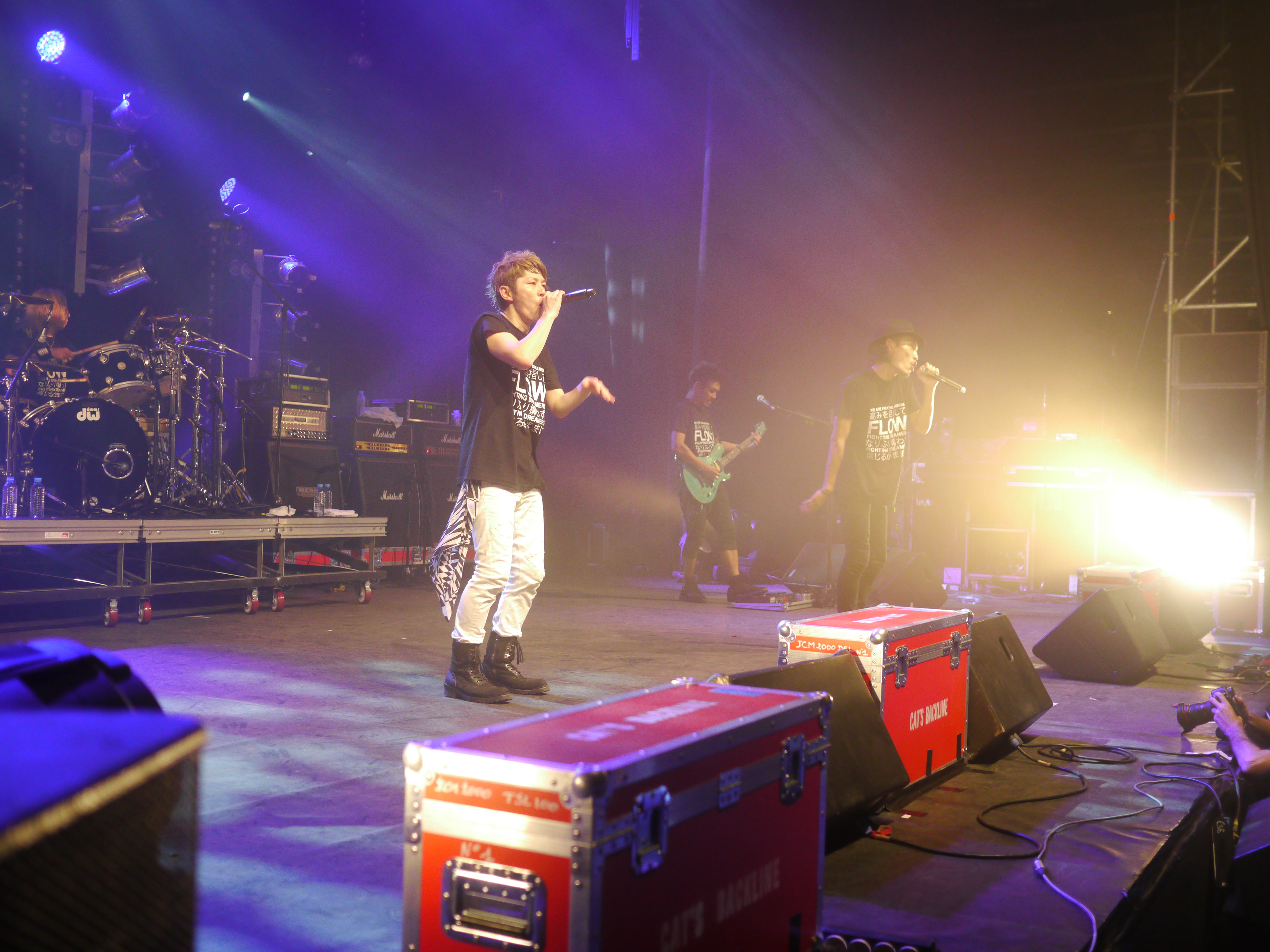
FLOW, ban nhạc nhạc pop và rock thành lập năm 1998

- Fairies
- FAKY
- Favorite Blue
- Faylan
- Fayray
- FictionJunction Yuuka
- Field of View
- Flap Girls' School
- Flipper's Guitar
- FLOW
- flumpool
- Folder 5
- Four Leaves
- French Kiss
- fripSide
- Fu, Rie
- Fujii Kaze
- Fumiya Fujii
- Fukada Kyoko
- Saki Fukuda
- Eric Fukusaki
- Masaharu Fukuyama
- FUNKY MONKEY BABYS
- Yūta Furukawa

## G

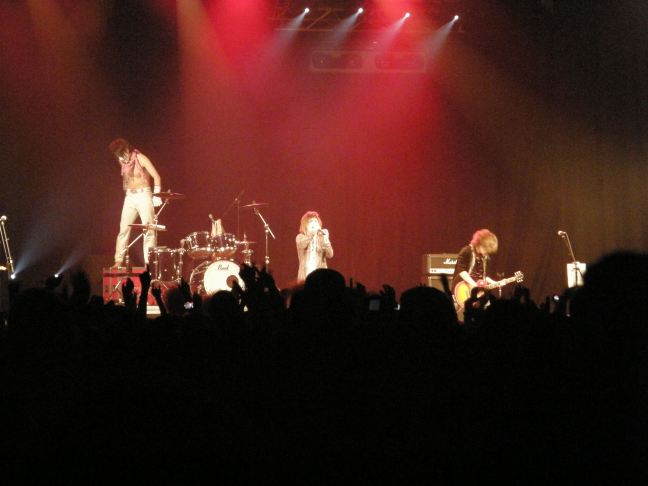
Golden Bomber, ban nhạc đã giành được một trong những vị trí đầu tiên trong bảng xếp hạng Oricon nội địa

- Gackt
- Gang Parade
- GARNET CROW
- GARNiDELiA
- GENERATIONS from EXILE TRIBE
- Girl Next Door
- Glay
- Globe
- Go-Bang's
- Gold Taro
- Golden Bomber
- Goto Maki
- Go To The Beds
- GReeeeN
- Guardians 4

## H

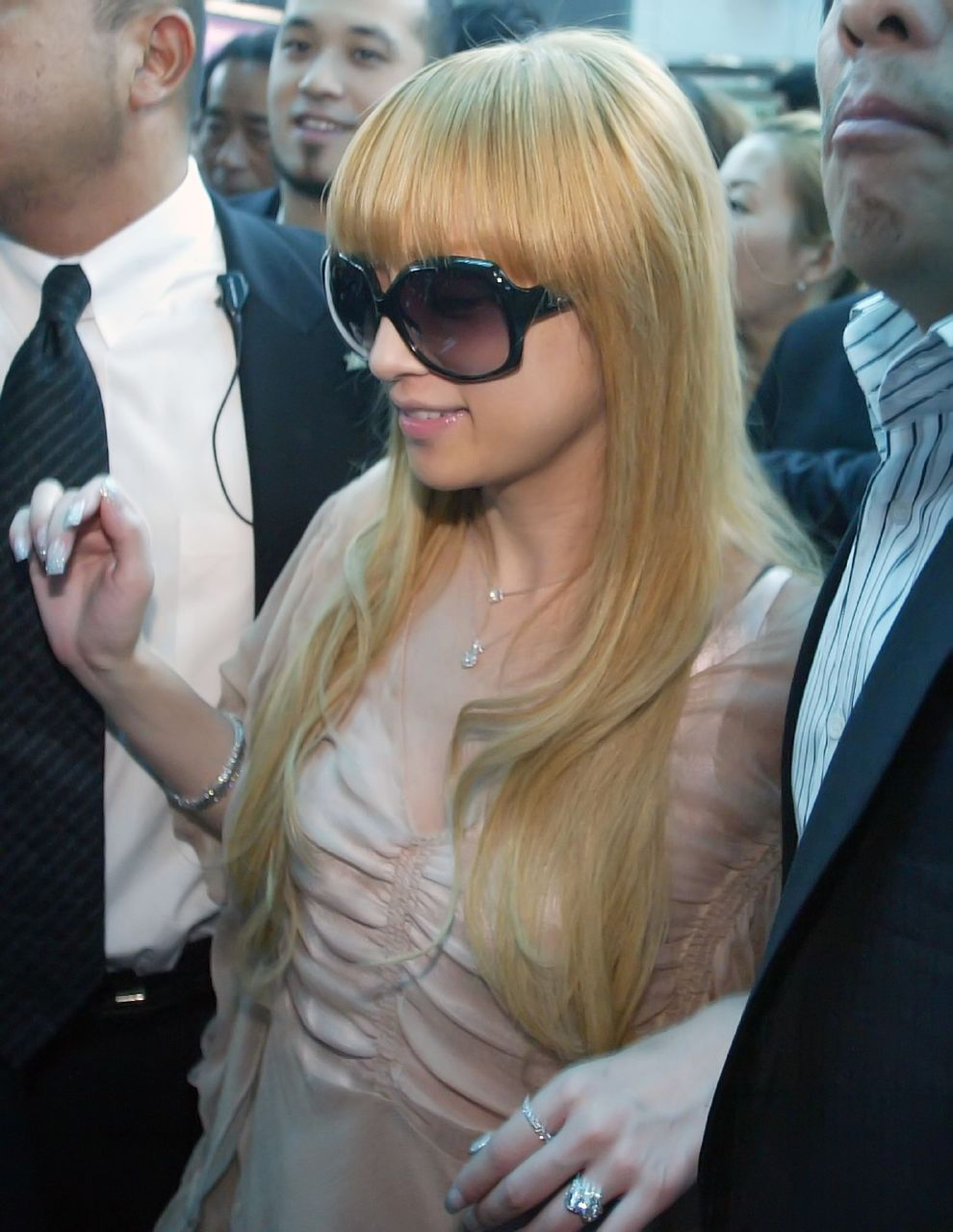
Ayumi Hamasaki, còn được người hâm mộ gọi là Ayu.

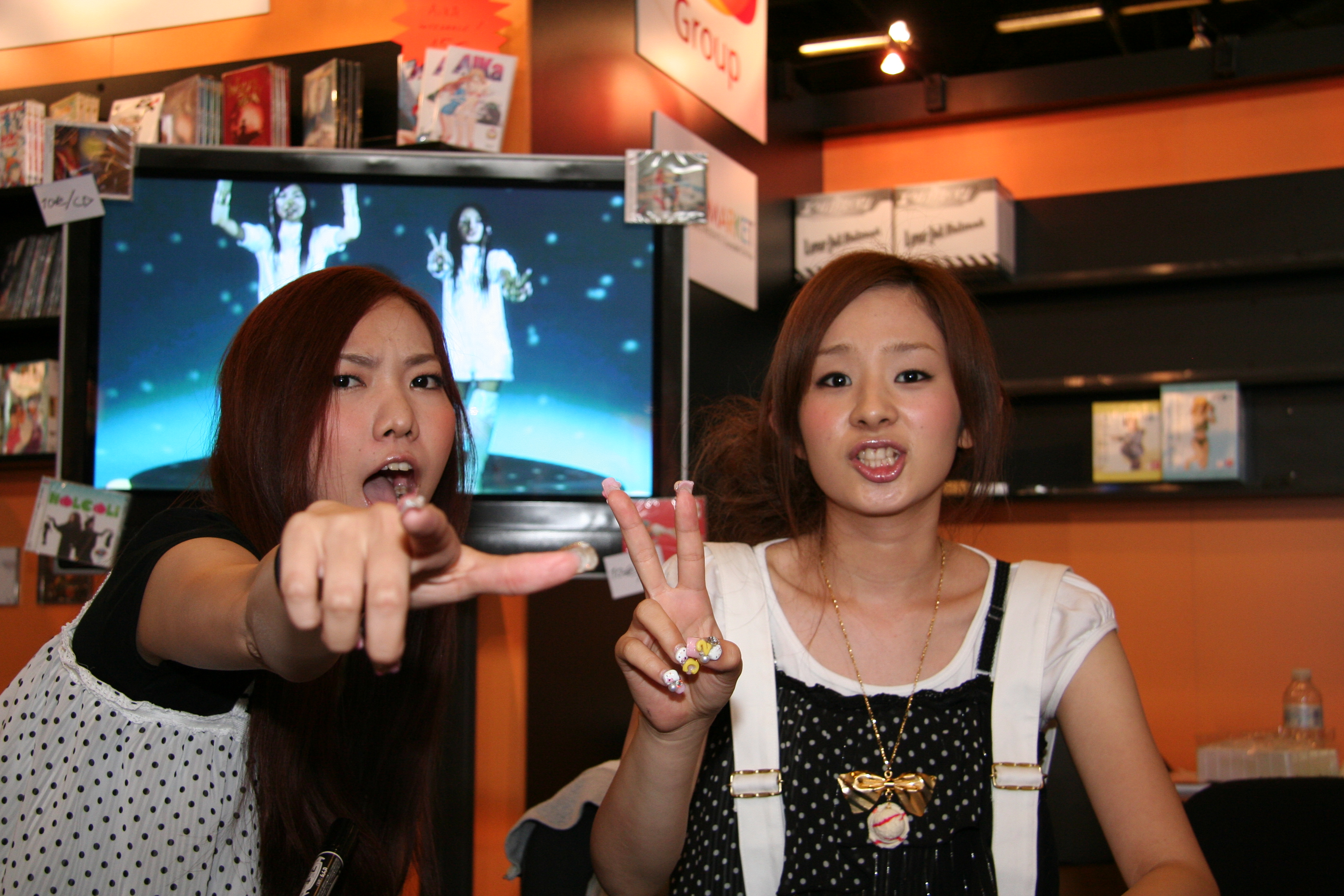
Halca (trái) và Yucali của HALCALI đang làm cử chỉ tay tại Japan Expo, 2007

- H-wonder
- Hajime Chitose
- Hal
- HALCALI
- Hamada Mari
- Hamasaki Ayumi
- Hanazawa Kana
- hANGRY&ANGRY
- Harada Shinji
- Haruna Luna
- Hata Motohiro
- Hayashi Asuca
- Hayashi Nobutoshi
- Hayashibara Megumi
- Hearts Grow
- Heartsdales
- HENTAI SHINSHI CLUB
- Hey! Say! JUMP
- High-King
- Hikashu
- Himeka
- Hinoi Asuka
- Hinoi Team
- Hinouchi Emi
- Hirahara Ayaka
- Ken Hirai
- HIRAIDAI
- Hirose Kōmi
- Hisakawa Aya
- Hitomi
- Hitoto Yō
- HKT48
- Hōkago Princess
- Home Made Kazoku
- Honda Minako
- Horie Mitsuko
- Horie Yui
- Hoshimura Mai
- Hotch Potchi
- HY
- Hysteric Blue

## I
- I WiSH
- Ice Creamusume
- Iceman
- Ichii Sayaka
- Idol College
- Idol Renaissance
- Idoling!!!
- Iijima Mari
- Iizuka Mayumi
- Ikeda Ayako
- Ikimonogakari
- Ikuta Lilas
- illion
- Imai Miki
- Inaba Koshi
- Inoo Kei
- Inoue Kazuhiko
- Inoue Kikuko
- Irino Miyu
- Ishida Yoko
- Ishii Tatsuya
- Ishikawa Chiaki
- Ishikawa Rika
- Isoya Yuki
- Itano Tomomi
- Itō Yuna
- Iwata Sayuri
- i☆Ris
- IZ*ONE

## J
- J Soul Brothers
- JAM Project
- Janne Da Arc
- Jasmine
- Jay'ed
- Jero
- JO1
- Judy and Mary
- Juice=Juice
- JUJU
- June
- Jungle Smile
- Jyongri
- Jyukai

## K

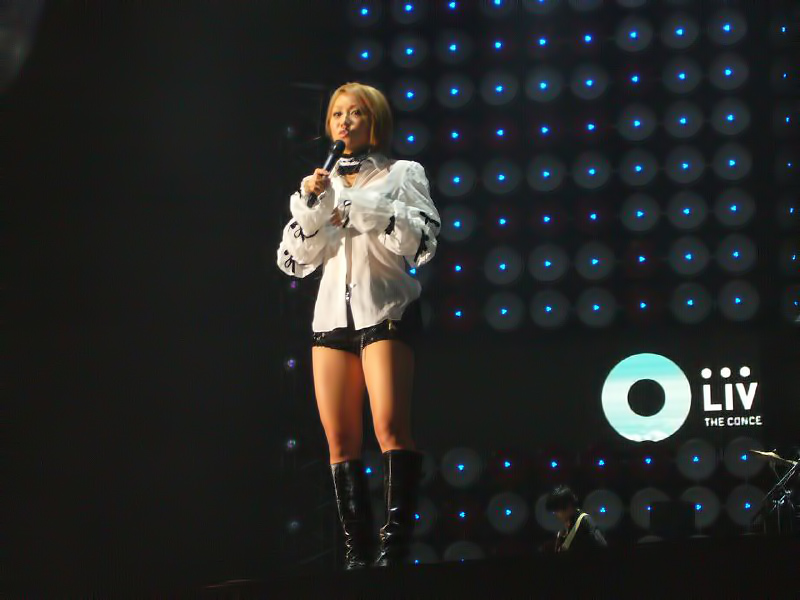
Koda Kumi biểu diễn tại chặng Tokyo của Live Earth

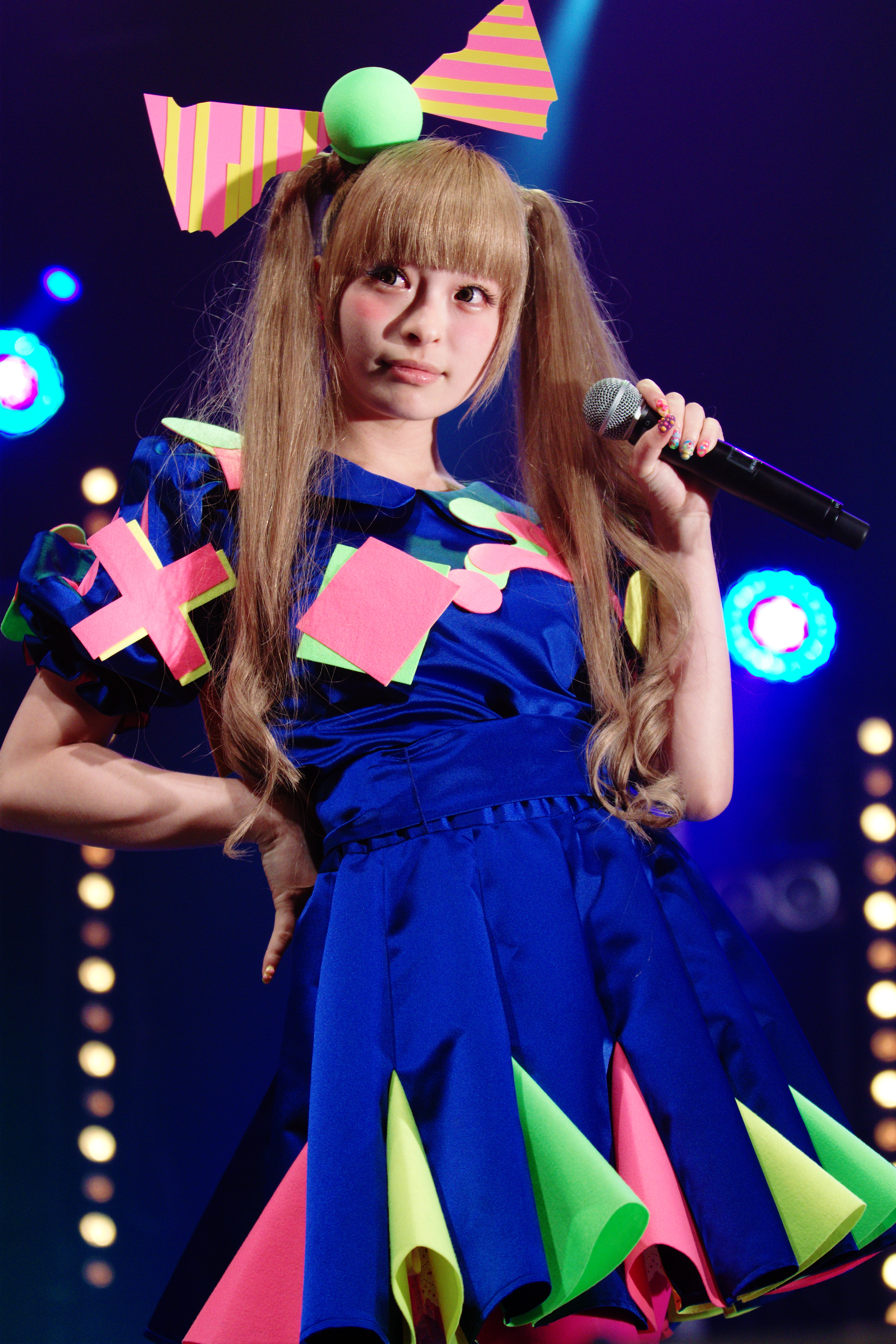
Kyary Pamyu Pamyu hiện nay là một trong những ca sĩ nổi tiếng nhất của thể loại này.

- K
- Kageyama, Hironobu
- Kahala, Tomomi
- Kahimi Karie
- kalafina
- Kaji, Meiko
- Kamiki, Aya
- Kanjani Eight
- Kanno, Yoko
- KAT-TUN
- Katakiri, Rekka
- Kato, Miliyah
- Kawabe, Chieko
- Kawada, Mami
- Kawase, Tomoko
- Kawashima, Ai
- Kawasumi, Ayako
- Kayo, Aiko
- Ketsumeishi
- Keyakizaka46
- Kick the Can Crew
- Kids Alive
- Kikkawa, Kōji
- Kimeru
- Kimura, Kaela
- King Gnu
- KinKi Kids
- Kotani, Kinya
- Kirinji
- Kiroro
- Kis-my-ft2
- Kishimoto, Hayami
- Kitade, Nana
- Kiyokiba Shunsuke
- Kobukuro
- Kōda, Kumi
- Kōda, Mariko
- Kokia
- Kolme
- Komatsu, Miho
- Kome Kome Club
- Kosaka, Riyu
- KOTOKO
- Koyanagi, Yuki
- Kudo, Shizuka
- Kumaki, Anri
- Kuraki, Mai
- Kuroki, Meisa
- Kushida, Akira
- Kusumi, Koharu
- Kuwata, Keisuke
- Kyary Pamyu Pamyu

## L

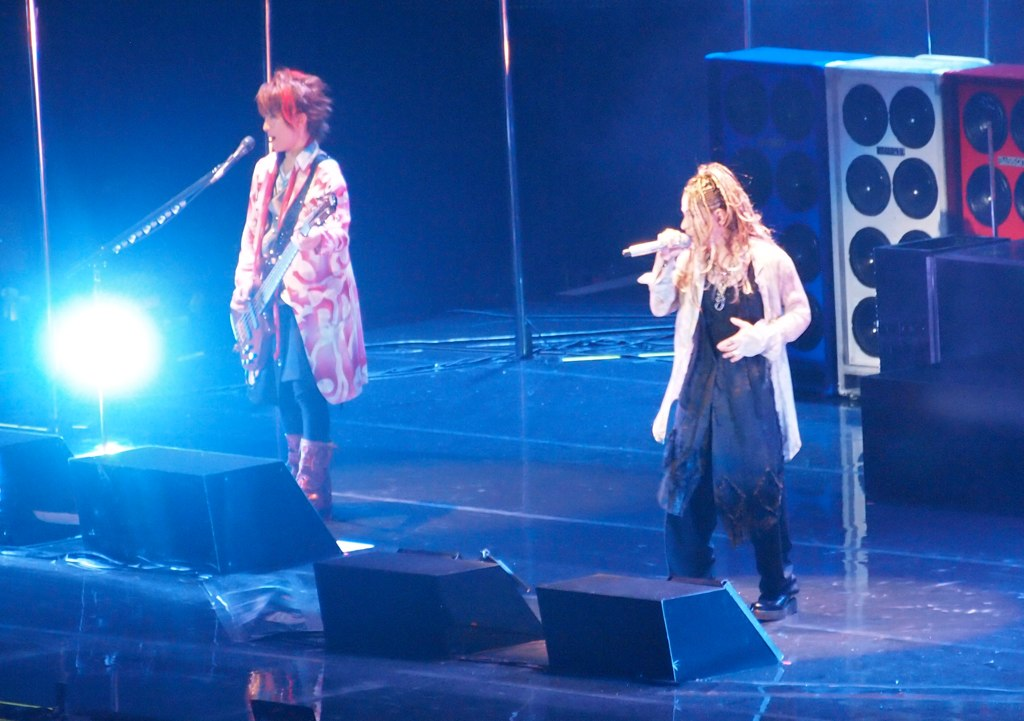
L'arc En Ciel, một ban nhạc rock và J-pop nổi tiếng, hoạt động từ năm 1991, gồm bốn thành viên

- L'Arc~en~Ciel
- L'luvia
- Ladybaby
- Lead
- Lia
- Lindberg
- LiSA
- Little by Little
- Little Glee Monster
- LM.C
- Love
- Love Psychedelico
- Lufkin, Olivia

## M

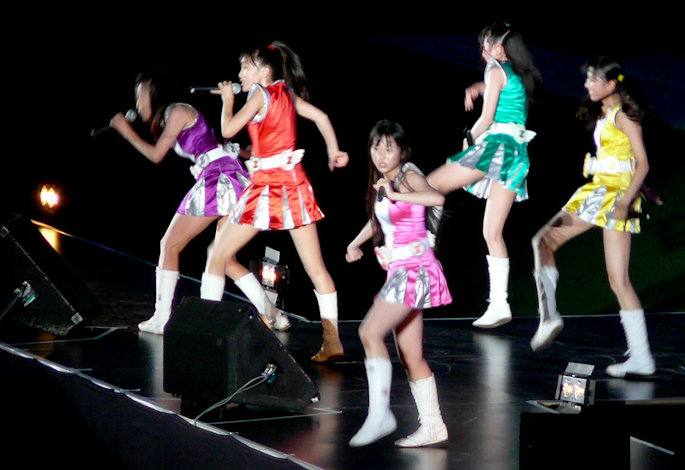
Momoiro Clover Z được xếp hạng là nhóm nhạc thần tượng nữ được yêu thích nhất theo khảo sát năm 2013–2015.

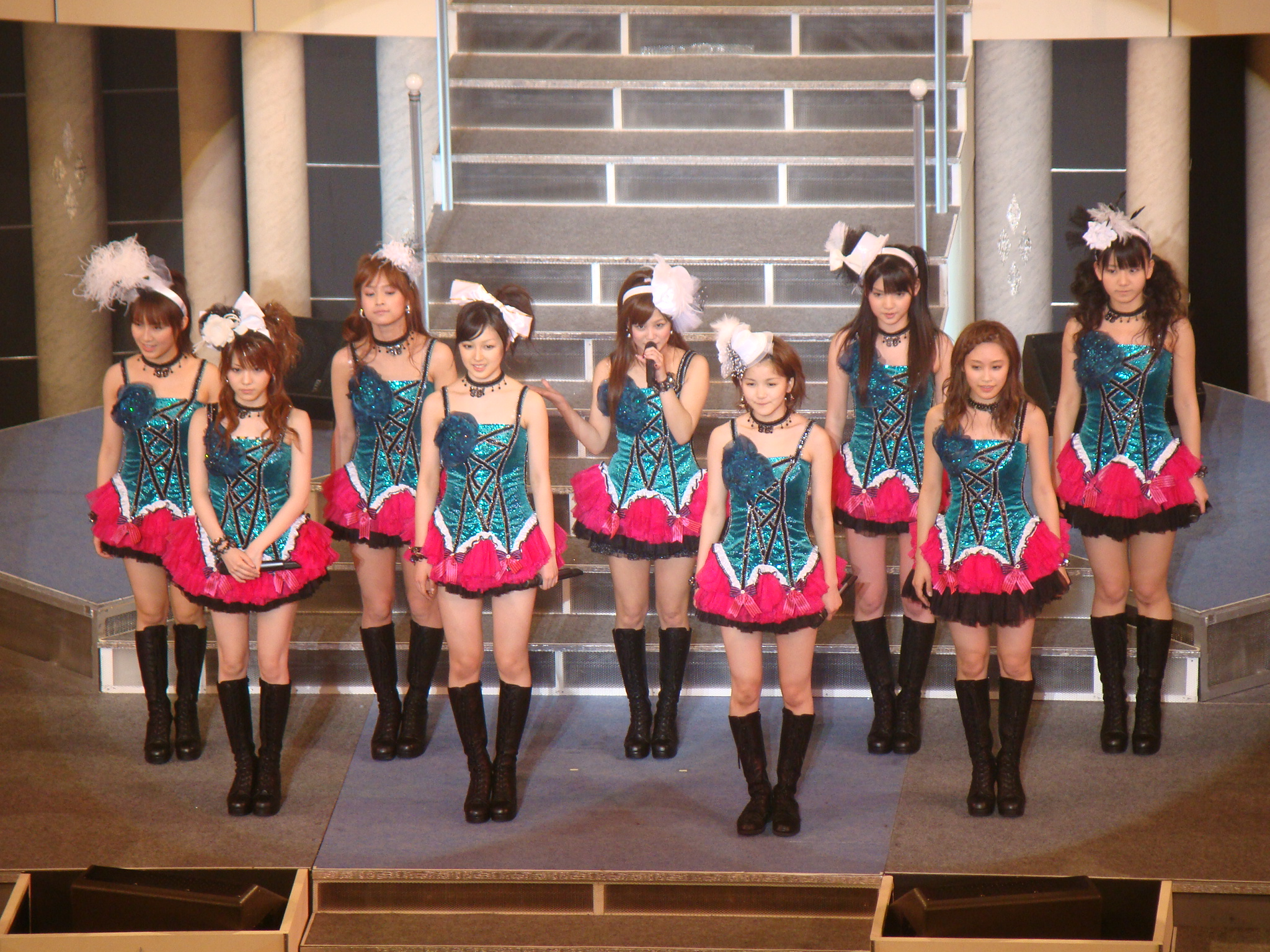
Morning Musume là nhóm nhạc thần tượng nữ hoạt động lâu nhất và giữ kỷ lục về số đĩa đơn lọt top 10 liên tiếp nhiều nhất đối với bất kỳ nghệ sĩ Nhật Bản nào.

- Macaroni Empitsu
- M-Flo
- Maeda, Ai
- Maeda, Atsuko
- Maeda, Yuki
- Magnolia Factory
- Mai
- Maison book girl
- Makihara, Noriyuki
- Makino, Yui
- Mameshiba no Taigun
- Mano, Erina
- marble
- Masuda, Keiko
- Masuda, Yuri
- Matsu, Takako
- Matsuda, Seiko
- Matsui Jurina
- Matsui Rena
- Matsumoto, Jun
- Matsushita, Yuya
- Matsutoya, Yumi
- Matsuura, Aya
- Mawatari, Matsuko
- MAX
- May J.
- May'n
- Mell
- Mellow Mellow
- Melocure
- melody.
- Melon Kinenbi
- Metis
- MiChi
- Mie
- mihimaru GT
- MilkyWay
- Minawo
- Minekawa, Takako
- Mini Moni
- Mink
- Minmi
- MIQ
- Misato, Aki
- MISIA
- misono
- Daichi Miura
- Mamoru Miyano
- Miyavi
- Ayumi Miyazaki
- Shinji Miyazaki
- Miz
- Mizca
- Mizuki, Nana
- Momoi, Haruko
- MONGOL800
- MONKEY MAJIK
- Moriguchi, Hiroko
- Morikawa, Miho
- Moritaka, Chisato
- Moriyama, Naotarō
- Momoiro Clover Z
- Morning Musume
- Motohiro Hata
- moumoon
- m.o.v.e
- Mr. Children
- Myco
- My Little Lover

## N
- Nakagawa, Shōko
- Nakahara, Mai
- Nakajima, Miyuki
- Nakajima, Yuto
- Nakamori, Akina
- Nakanishi, Toshio
- Nakashima, Mika
- Nakayama, Miho
- Nakayama, Uri
- Nakayama, Yuma
- Natsukawa, Rimi
- Nemuri, Haru
- NEWS
- Ninomiya, Kazunari
- Nishikawa, Takanori
- Nishino, Kana
- NiziU
- NGT48
- NMB48
- no3b
- Nobodyknows+
- Nogizaka46
- Nomiya, Maki
- Not yet
- NYC
- N Zero

## O
- Oda, Kazumasa
- Odani, Misako
- OFFICIAL HIGE DANDISM
- Ogata, Megumi
- Ogura, Kei
- Ohguro, Maki
- Ohno, Satoshi
- Okada, Yukiko
- Okamoto, Keito
- Okazaki, Ritsuko
- Okuda, Tamio
- Okui, Masami
- Onitsuka, Chihiro
- Ono, Erena
- Ono, Lisa
- On/Off
- OnePixcel
- Orange Pekoe
- ORANGE RANGE
- Oshima, Hanako
- Oshima, Yuko
- Oshio, Kotaro
- Otsuka, Ai
- Ozaki, Ami
- Ozaki, Yutaka
- Ozawa, Kenji

## P

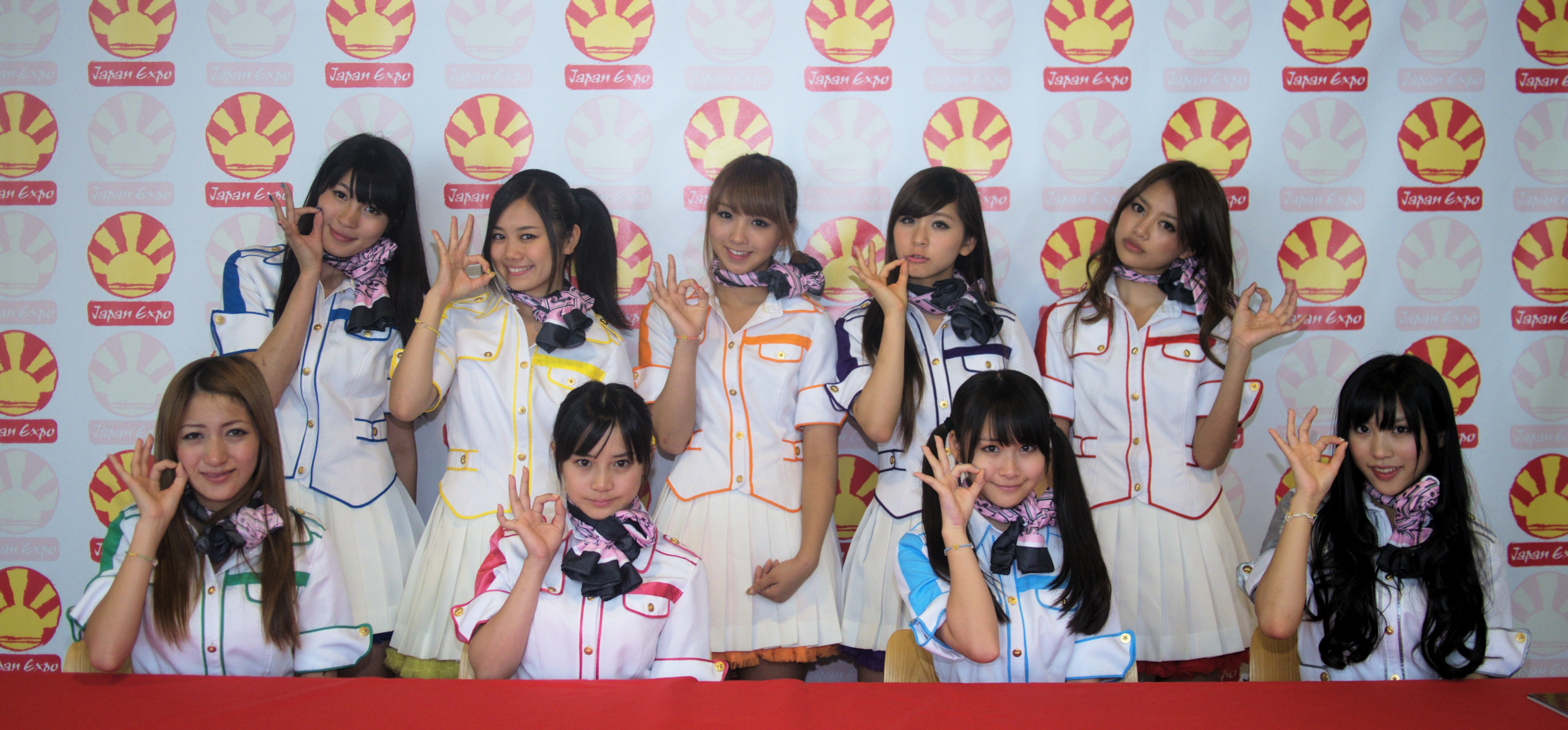
Passpo là một nhóm nhạc nữ thần tượng Nhật Bản thuộc Platinum Passport.

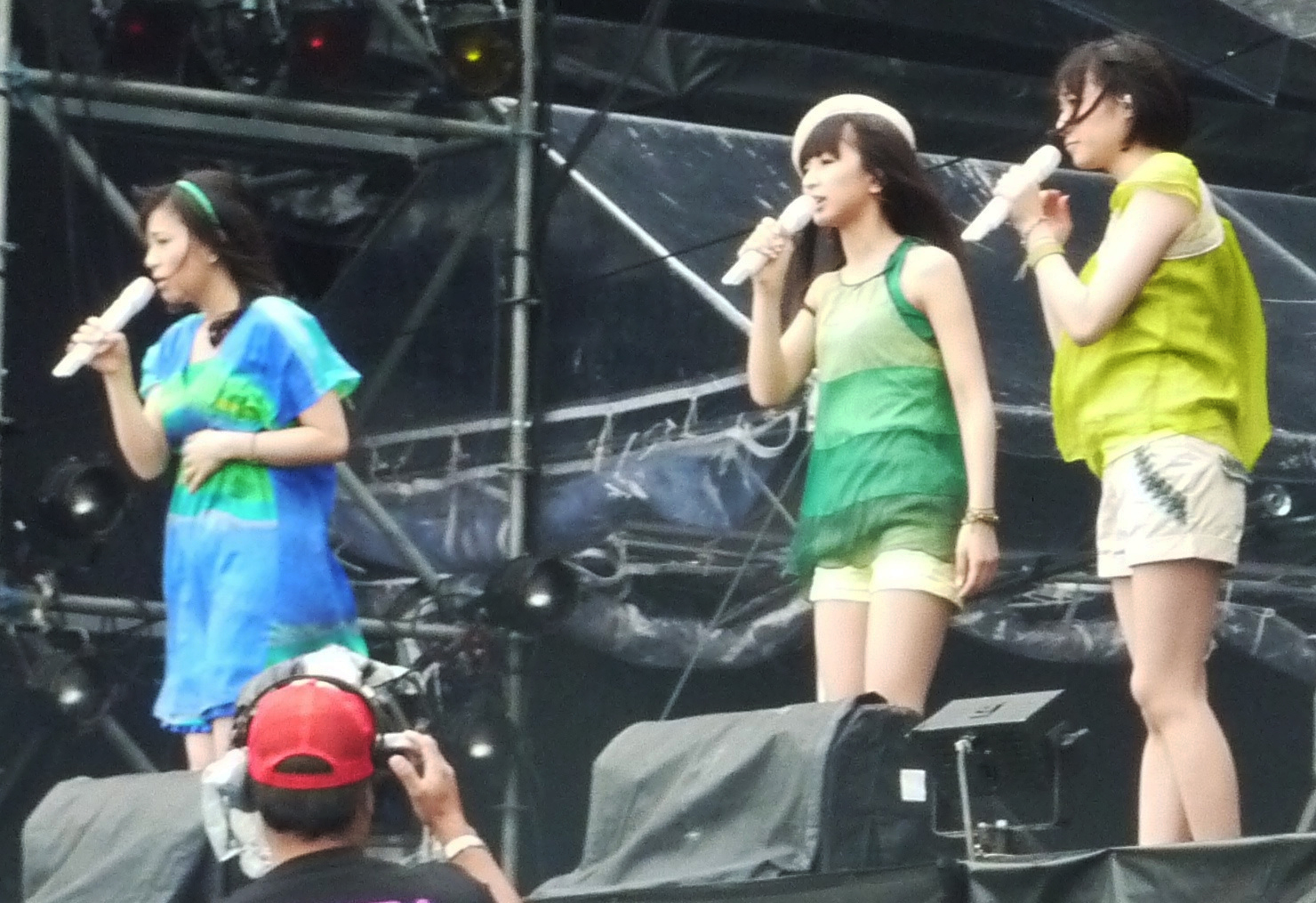
Perfume là một nhóm nhạc nữ theo dòng nhạc J-pop và Electropop, ra đời tại Hiroshima, Nhật Bản.

- Paradises
- Paris match
- Passpo
- Perfume
- Piggs
- Piko
- PINK CRES.
- Pink Lady
- Pistol Valve
- Pizzicato Five
- Plastics
- Porno Graffitti
- The Possible
- Princess Princess
- PrizmaX
- Prizmmy☆
- Psychic Lover
- PUFFY
- Passcode

## Q
- Quruli
- Qyoto

## R
- RADWIMPS
- Rag Fair
- Rake
- Rats & Star
- Ray
- Remioromen
- Rinoie, Joe
- Rip Slyme
- RIRI
- Romantic Mode
- Round Table
- Royz
- Run&Gun
- Rurutia
- Rythem
- Ryutist

## S
- S/mileage
- Sada, Masashi
- Saiga, Mitsuki
- Saijo, Hideki
- Saito, Yuki
- Sakai, Mikio
- Sakai, Noriko
- Sakakibara, Yui
- Sakamoto, Kyu
- Sakamoto, Maaya
- Sakamoto, Miu
- Sakamoto, Ryuichi
- Sakura Gakuin
- Sakurai, Sho
- Sakurai, Tomo
- Salyu
- Sandii & the Sunsetz
- Sano, Motoharu
- Saori@destiny
- Sashihara, Rino
- Satō, Hiromi
- savage genius
- Sayaka Maizono[5]
- Sayuri
- Sid
- SAWA
- Sawada, Kenji
- Erika Sawajiri
- SCANDAL
- The Scanty
- School Food Punishment
- SDN48

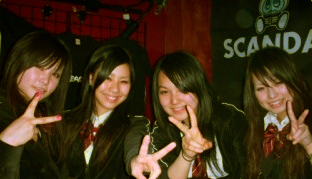
SCANDAL tại Japan Nite US Tour 2008

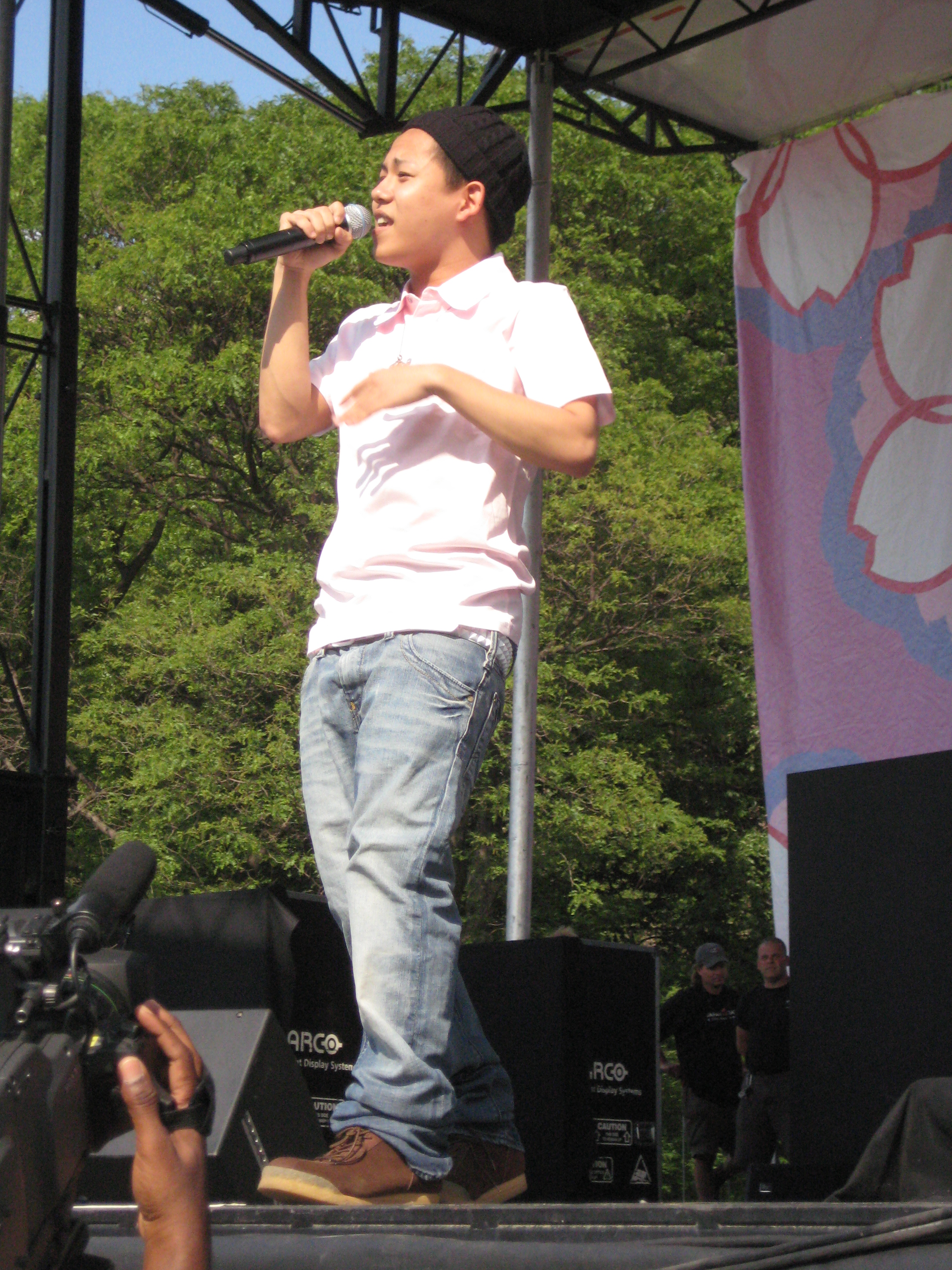
Shōta Shimizu biểu diễn tại Japan Day 2008 ở Công viên Trung tâm

- Seagull Screaming Kiss Her Kiss Her
- See-Saw
- Sekai no Owari
- Sexy Zone
- Sharam Q
- Shibasaki, Kou
- Shibata, Jun
- Shiina, Ringo
- Shimabukuro, Hiroko
- Shimamiya, Eiko
- Shimatani, Hitomi
- Shimizu, Ai
- Shota Shimizu
- Shimokawa, Mikuni
- Shinohara, Tomoe
- Shintani Ryōko
- Shiritsu Ebisu Chugaku
- Shirota, Yū
- Shishido, Rumi
- Shugo Chara Egg!
- Sifow
- Silent Siren
- SixTONES
- SKE48
- SMAP
- Snow
- Sonim
- Sophia
- Sora tob sakana
- Southern All Stars
- Sowelu
- SPEED
- Spitz
- Stereopony
- Suga, Shikao
- Straightener
- Sukima Switch
- Sunmyu
- Sunny Day Service
- SunSet Swish
- Super Girls
- Super Monkey's
- Supercar
- supercell
- Superfly
- Suzuki, Airi
- Suzuki, Ami
- Suzuki, Masayuki
- Suzumura, Kenichi
- SweetS

## T

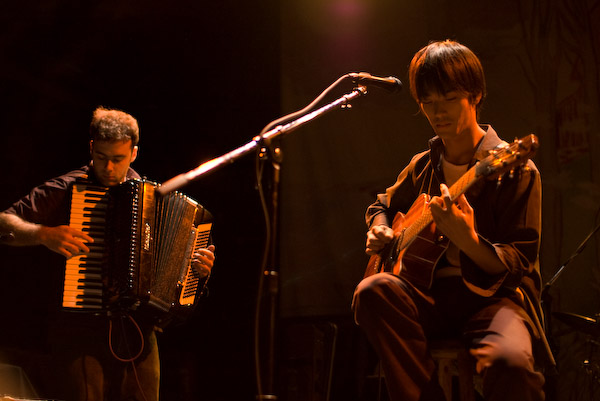
Shugo Tokumaru (chơi guitar) tại Bowery Ballroom

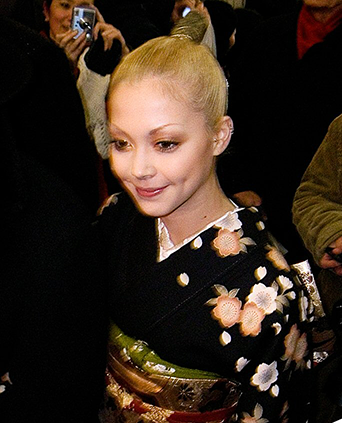
Anna Tsuchiya tại Berlinale

- T-Bolan
- Tackey & Tsubasa
- Tadokoro, Azusa
- Tainaka, Sachi
- Takahashi, Hitomi
- Takahashi Minami
- Takahashi, Naozumi
- Takahashi, Yoko
- Takaki, Yuya
- Tamaki, Nami
- Tamura, Eriko
- Tamura, Yukari
- Tamurapan
- Tanimura Nana
- Tanaka, Rie
- Tange, Sakura
- Tanpopo
- Team Syachihoko
- Tegomass
- Teriyaki Boyz
- Terra
- Teshima, Aoi
- Tetsuya
- TiA
- tiaraway
- The World Standard
- TM Network
- T.M.Revolution
- Togawa, Jun
- 東方神起
- Tokio (band)
- Tokumaru, Shugo
- Tokyo Girls' Style
- Tokyo Jihen
- TRF
- TrySail
- Tsuchiya, Anna
- Tsuchiya, Masami
- Tsunku
- Tsuyuzaki, Harumi (Lyrico)
- Tube (band)
- Twice
- Twinklestars
- Two-Mix

## U

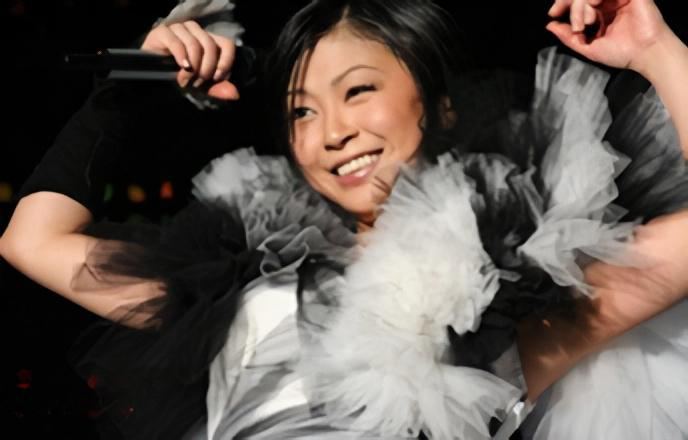
Album phòng thu thứ hai First Love của Utada Hikaru là album bán chạy nhất tại Nhật Bản

- U-ka saegusa IN db
- UA
- Uchida, Maaya
- Uchida, Yuki
- Uehara, Azumi
- Uehara, Takako
- Uemura Kana
- Uijin
- Ulfuls
- Uru
- Utada Hikaru
- Utatsuki, Kaori
- Utoku, Keiko
- UVERworld

## V
- v-u-den
- V6
- Valshe
- Van, Tomiko
- Vaundy
- ViViD

## W
- W
- w-inds.
- Wada Kōji
- Wagakki Band
- WANDS
- WaT
- Watanabe, Mayu
- Watanabe, Misato
- Watarirouka Hashiritai
- Weather Girls
- White Ash
- Whiteberry
- WHY@DOLL
- Wink
- Wino
- Wyse

## Y
- Ya-Ya-yah
- Yabu Kota
- Yaida Hitomi
- Yamada Keiko
- Yamada Ryosuke
- Yamaguchi Momoe
- Yamashita Tatsuro
- Yamashita Tomohisa
- Yamazaki Masayoshi
- Yanagi Nagi
- Yano Maki
- Yaotome Hikaru
- Yazumi Kana
- Yellow Generation
- YOASOBI
- Yoji Biomehanika
- Yonekura Chihiro
- Yonezu Kenshi
- Yorico
- Yorushika
- Yōsei Teikoku
- Yoshida Miwa
- Yoshida Takuro
- You'll Melt More!
- Younha
- YUI
- YUKA
- Yukana
- Yuki
- Yuko Anai
- Yuma Nakayama w/B.I.Shadow
- Yumemiru Adolescence
- Yuna Ito
- YURIA
- Yusa Mimori
- Yuzu
- Yumi Shizukusa

## Z
- ZARD
- Zebra Queen
- Zenbu Kimi no Sei da.
- Zone
- Zoo
- ZUTOMAYO
- ZYX
- ZZ